# Pizzo Bombögn
Pizzo Bombögn är en bergstopp i Schweiz.   Den ligger i distriktet Vallemaggia och kantonen Ticino, i den södra delen av landet, 110 km sydost om huvudstaden Bern. Toppen på Pizzo Bombögn är 2 331 meter över havet, eller 305 meter över den omgivande terrängen. Bredden vid basen är 1,7 km.
Terrängen runt Pizzo Bombögn är huvudsakligen mycket bergig. Runt Pizzo Bombögn är det mycket glesbefolkat, med 4 invånare per kvadratkilometer.. Närmaste större samhälle är Cevio, 8,1 km öster om Pizzo Bombögn. 
I omgivningarna runt Pizzo Bombögn växer i huvudsak blandskog.